# Brevipalpus rugulosus
Brevipalpus rugulosus är en spindeldjursart som beskrevs av Chaudhri, Akbar och Rasool 1974. Brevipalpus rugulosus ingår i släktet Brevipalpus och familjen Tenuipalpidae. Inga underarter finns listade.